# Fizikalna knjižnica, Ljubljana
Fizikalna knjižnica je visokošolska knjižnica, ki deluje v sklopu Fakultete za matematiko in fiziko.
Nahaja se v prvem nadstropju na Jadranski 19 v Ljubljani in meri 87m2. Vhod, knjižničarko in čitalnico si deli z meteorološko knjižnico, vendar sta to dve različni knjižnici z ločenima katalogoma v COBISS-u, svojo administracijo in ločenima prostoroma za hranjenje gradiva. Fizikalno knjižnico financirata FMF in ARRS (slednji le nakup tuje znanstvene literature).
Glavni problem se pojavlja pri skladiščenju knjižničnega gradiva fizikalne knjižnice, saj prostori knjižnice za skladiščenje vsega dostopnega gradiva, ne zadoščajo več. Ta problem se rešuje s shranjevanjem v nenamenskih prostorih, kar pa vpliva na slabšo dostopnost gradiva in splošno kvaliteto knjižničnih storitev. Leta 2008 so s preselitvijo arhivskega dela knjižnice v prilagojene prostore fakultete, pridobili nekaj prostora.

## Zgodovina
Leta 1925 je bil ustanovljen Fizikalni inštitut Univerze Kralja Aleksandra, ki je imel sedež v sedanji stavbi Univerze v Ljubljani. Fizikalni inštitut je imel svojo knjižnico, ki se je leta 1953 preselila v novozgrajeni paviljon na Jadranski ulici ob Inštitutu Jožef Štefan (v nadaljevanju IJS). Knjižnica fizikalnega inštituta se je vključila v knjižnico IJS, da bi se izognili neopravičenemu podvajanju knjig in revij. Leta 1970 ob zgraditvi stavbe na Jadranski 19, so knjige, ki so bile v lasti Fizikalnega inštituta, spet ločili od knjižnice IJS in preselili v novo stavbo. Med 1953 in 1970 pa so se vodile za obe knjižnici skupne signature, vendar ločene inventarne knjige. Leta 1976 dobi knjižnica današnje prostore in prvega zaposlenega (študenta).
V COBISS je vključena od leta 1995.

## Zbirka
Fizikalna knjižnica vsebuje okoli 10000 enot gradiva v COBISS-u pa najdemo okoli 12000 enot, saj so vanj vključeni še članki, ki jih objavljajo profesorji FMF. Trenutno ima knjižnica naročenih 23 tiskanih revij, sodeluje pa tudi v konzorciju CTK (preko Fizikalne knjižnice je dosegljivo več baz podatkov:  INSPEC, COMPENDEX, SCI, ...). Knjižnica hrani del gradiva v prostorih knjižnice, kjer so knjige urejene po temah in tekočih številkah ter so prosto dostopne, preostalo gradivo je shranjeno v skladišču v prizidku. V skladišču so shranjene stare revije, diplomske naloge, magistrske naloge in doktorske disertacije. Zaključna dela v skladišču so urejena po numerus currens. Del diplomskih nalog (naloge pedagoške smeri in fizikalne merilne tehnike) se nahaja v prostorih knjižnice v 1. nadstropju.
Ima tudi posebno zbirko dragocenih knjig z originalnimi članki fizikov. Naslov zbirke je Ostwald Klassiker der exakten Wissenschaften, ki je izšla v Leipzigu. Obsega 81 knjig, od katerih je 20 reprodukcij iz let 1772 do 1861 (reprodukcije pa so izšle 1890 do 1913), ostale pa so originali iz 1889 do 1927. Knjig iz te zbirke se ne izposoja.

## Storitve/poslanstvo
Fizikalna knjižnica je bila ustanovljena kot osnovna knjižnica za študente fizike. Njen knjižnični fond obsega predvsem knjige in revije, ki jih študentje fizike potrebujejo pri svojem študiju. 
Vseh članov je skupaj okoli 2000, le-ti so predvsem študenti in profesorji FMF, ostalih članov je precej manj (srednješolski profesorji, zaposleni v različnih podjetjih…).
Študentom knjižnica nudi klasične storitve kot so izposoja, fotokopiranje, tiskanje, dostop do interneta, dostop do elektronskih publikacij, oddaljen dostop,… ne omogoča pa jim medknjižnične izposoje, ki je zaradi finančnih razlogov namenjena le profesorjem. Sodeluje tudi z Znanstveno informacijskim centrom Instituta Jožef Stefan, ki ima v svoji knjižnici veliko literature, ki je relevantna tudi za njene uporabnike, vendar so tovrstne storitve večinoma vezane na profesorje. 
Knjižnica uporabnikom nudi na razpolago 5 čitalniških in eno računalniško mesto.

## Izposoja
Knjižnično gradivo si lahko izposojajo le člani Fizikalne knjižnice. Učbenike in monografije si lahko uporabniki izposodijo za dobo enega meseca z možnostjo enkratnega podaljšanja še za en mesec. Izjema so CD-ji, ki si jih uporabnik lahko sposodi za dobo enega tedna. V primeru če je ta rok prekoračen se plača zamudnina, kasneje lahko sledijo tudi opomini. Zaključna dela, referenčna zbirka in serijske publikacije so na voljo le v čitalnici in se jih ne izposoja. Možne so tudi rezervacije gradiva po telefonu, e-pošti in osebno v knjižnici.